# Хикс, Шейла
Шейла Хикс (англ. Sheila Hicks; 1934, Хейстингс, Небраска, США) — американская художница по текстилю, известная своими новаторскими работами, в том числе трёхмерными объектами, выполненными из нитей и других материалов, как в технике традиционного переплетения волокна, так и с использованием неткацких приёмов.

## Биография
Шейла Хикс родилась в 1934 году в Хейстингсе (штат Небраска). Первоначально изучала живопись в Сиракузском университете, через два года перешла в Школу искусств Йельского университета на второй курс. Её преподавателями были Анна и Йозеф Альберсы, работавшие в своё время в Баухаусе, Джордж Кублер, Рико Лебрен, Джордж Хёрд Хэмилтон и другие. Темой работы на степень бакалавра искусств Хикс избрала традиции текстиля Южной Америки до её открытия Колумбом (1957) (руководители Анна Альберс и археолог Юниус Бирд). В 1957—1958 годах по Программе Фулбрайта по обмену прошла стажировку как живописец в Чили. Побывала на археологических раскопках в Андах и вулканических районах Вильяррика, на островах Чилоэ и Огненной Земле, занималась фотографией. В период пребывания в Чили серьёзно заинтересовалась ткацким искусством доколумбовых цивилизаций. Вернулась в Йель и получила степень магистра искусств (1959). В своих поездках по Перу, Боливии, Эквадору, Мексике, Индии, Марокко изучала местные приёмы ткачества и плетения, старинные ткацкие приспособления.
В 1959 году Анри Пейр, профессор Йельского университета, содействовал Шейле Хикс в получении гранта на обучение во Франции (1959—1960), где она познакомилась с этнологом Раулем д’Аркуром, изучавшим андский текстиль. В 1959 году Хикс переехала в Мексику, где провела пять лет. Жила в Такско-эль-Вьехо, где занималась рисованием и ткачеством, а также преподавала, по приглашению Матиаса Герица, в Национальном автономном университете Мексики.
Используя и переосмысливая традиционные способы обработки волокна, работая исключительно нитями, Хикс создавала композиции, как объемные, так и плоскостные, где демонстрировала бесконечную фантазию. Хикс ткала гобелены на простейших, небольшого размера, деревянных рамах. В её произведениях новые современные формы возникают с помощью творчески переосмысленных старинных ремесленных приёмов.
«Строго логичные и рационально выстроенные, они тем не менее никогда не страдают ни преднамеренной сухостью, ни холодной стерильностью лабораторного эксперимента»
Обосновавшись во Франции (1965), Хикс стала работать не только с шерстяным, но и льняным волокном.
По словам художницы, она всегда добивалась того, чтобы её произведения были прочны, «выдерживали грубое механическое вмешательство». Своей целью Хикс поставила показать, что текстиль, ткань, в настоящее время роль которой низведена до чисто утилитарной или декоративной детали, скрывает в себе неисчерпаемые возможности для выражения.
Ничто не сможет лучше, чем это искусство, служить одновременно и украшением, и противоядием функциональной и утилитарной архитектуре, к которой мы приговорены. Оно оживляет архитектуру, внедряет плотное и спокойное творение человеческих рук и очарование изобретательного человеческого духа, который непрерывно возрождается при помощи новых материалов и старых приемов текстиля, — может быть, самого древнего из всех искусств, предлагаемых нашей цивилизацией.
В отличие от достаточно небольших станковых плоскостных и трёхмерных произведений работы Хикс для общественных интерьеров (панно для Центра Фонда Форда (1967), занавес-перегородка для Технологического института в Рочестере, композиция для терминала TWA Flight Center Международного аэропорта имени Джона Кеннеди (1973)) — масштабные, либо полностью скрывающие стену, либо представляющие собой дополнительную перегородку. Особенное значение для Хикс имеет работа, выполненная для нью-йоркского Центра Фонда Форда на Манхэттене. Две монументальные композиции-панно в смешанной технике (вышивка шёлком по льну с подкладкой металлических дисков) украсили аудиторию Центра и зал совета директоров. Хикс была свободна в выборе цветового решения, в то время были популярны яркие цвета, и художница спустя годы признавала, что могла создать нечто в духе Ротко. Однако Хикс избрала очень сдержанную гамму, с расчетом на то, что в помещениях, для которых создавались панно, люди должны находиться достаточно длительное время. Главный акцент композиций сделан не на цвете, а на контрасте фактур материалов, матового фона льняной основы и блестящей поверхности шёлковой вышивки, уравновешенности масштаба и тщательности исполнения. Панно не создают напряжения, а «согревают» большие залы сдержанным мерцанием шёлковых нитей цвета мёда.
В последние годы Хикс создаёт «minim’s» — миниатюрные гобелены, вытканные на деревянном ткацком станке. В «minim’s» помимо традиционной пряжи художница использует лапшу, кусочки сланца, раковины, детали одежды, мотки ниток для вышивания, резиновые ленты, шнуры.

## Выставки
Хикс участвовала в международных выставках, её работы экспонировались в том числе на Венецианской биеннале 2017 года, биеннале Уитни 2014 года в Нью-Йорке, биеннале в Сан-Паулу 2012 года. Персональные выставки: «Lignes de Vie» в Центре Помпиду в Париже в 2018 году, «Свободные темы» 1954—2017 гг., Музей Ампаро, Мексика, «Pêcher dans La Rivière» в галерее Элисон Жак, Лондон (2013). Юбилейная ретроспектива работ художницы «Шейла Хикс: 50 лет» прошла в галерее американского искусства Аддисона, Институте современного искусства, Филадельфии и Музее монетного двора (Шарлотта, Северная Каролина).

## Комментарии
1. ↑  Среди них — Паракас (800—300 г.г. до. н. э.), Наски (100 г. до н. э.—700 г. н. э.), Моче (100—700 г. н. э.), культура Уари — (550—900 г. н. э.), Чанкай (900—1450-е гг. н. э.), Чиму (1250—1470 г. н. э.), культура Инков (XII—XVI вв.), — все имеющие многовековые традиции ткачества. Текстиль в андских цивилизациях, при отсутствии письменности, имел важнейшее значение как средство коммуникации[6].
2. ↑  В Марокко Хикс жила с 1970 по 1972 годы. Выполнила серию ковров, используя технологии марокканских ткачей.